# 空とぶヒヨコ
『空とぶヒヨコ』（そらとぶヒヨコ）は、2003年7月から2007年12月22日までテレビ西日本で放送された子供向け番組。放送時間は毎週土曜 18:30 - 19:00。ひよ子で知られる株式会社ひよ子が筆頭スポンサーに付いていた（放送開始当初はタマホームやロート製薬もスポンサーだった）。

## 概要
この番組に出演していた子供たちは全て一般からの応募者であり、3人のキャラクターや地元ローカルタレント（福岡吉本のタレントや同局他番組の出演者も多い）が彼らをサポートする形を取っていた。
2006年4月からは番組の再放送も行われた。再放送は当初は日曜 6:30 - 7:00に行われていたが、2007年4月からは土曜 5:30 - 6:00に行われるようになった。

## 放送された主な内容
- 小学校や幼稚園の様子
- 子供が料理を作る
- トライアルファミリー
- ヒヨコ探偵団
- 温泉、神社、お城などに詳しい小学生の体験レポート
- 海の子山の子
- クイズタ〜イムお母さん → クイズそれがお母さんタワー
- 赤ちゃんハイハイGP
- オニニ軍曹 - 『ケロロ軍曹』のパロディ。森本のりひさが顔を赤く塗り、アフロ頭で登場する。
- エジソン兄弟のエジソン体操 - おたこぷー扮する「まめじろう」が、自身考案の体操を子供たちと踊る。かつて同局で放送されていた『とことんサンデー』の1コーナー「おタコ体操」の流れを汲んでおり、歌詞の中には裕木奈江が登場する。
- もぎたて恋バナナ - 『恋のから騒ぎ』のパロディ。明石家さんまの役回りを藤本一精が務め、地元の女子小学生とトークバトルを繰り広げていた。

## 出演者

### キャラクター
- テンジーヌ（声：児玉育則）
- ベニー（声：石原佳代子）
- めん太（声：森本のりひさ）

### 途中降板したキャラクター
- どん太（声：博多華丸） - 華丸の東京進出に伴い、めん太と交代。ちなみにどん太はめん太の兄（という設定）である。最終回には華丸本人が出演した。

### 実物（不定期）
- ケン坊田中
- おたこぷー
- 高田課長
- 手嶋準一
- ほか